# Kanton Arras-Ouest
Kanton Arras-Ouest (francouzsky Canton d'Arras-Ouest) byl francouzský kanton v departementu Pas-de-Calais v regionu Nord-Pas-de-Calais. Tvořila ho pouze západní část města Arras. Zrušen byl po reformě kantonů 2014.